# Břetislav Novák (skokan na lyžích)
Břetislav Novák (* 27. dubna 1956) je bývalý český skokan na lyžích, reprezentant Československa. Závodní kariéru ukončil v roce 1982. Závodil za Duklu Liberec. Ve skoku na lyžích závodil i jeho bratr František.

## Sportovní kariéra
Ve Světovém poháru skončil nejlépe na šestém místě na velkém můstku v roce 1980 v Zakopaném. Celkově skončil ve Světovém poháru v ročníku 1979/80 na 69. místě.